# Яздан Панах, Ибрагим
Ибрагим Яздан Панах Баруги (перс. ابراهیم یزدان پناه باروقی‎; 11 июля 1938 — 9 марта 2014, Канада) — иранский легкоатлет, выступавший в беге на средние и длинные дистанции. Участник летних Олимпийских игр 1964 года.

## Биография
Ибрагим Яздан Панах родился 7 ноября 1938 года.
В 1964 году вошёл в состав сборной Ирана на летних Олимпийских играх в Токио. В беге на 800 метров занял в четвертьфинале 6-е место, показав результат 1 минута 54,7 секунды и уступив 5,8 секунды попавшему в полуфинал с 4-го места Йосу Ламбрехтсу из Бельгии. В беге на 1500 метров занял в четвертьфинале 8-е место с результатом 3.54,8, уступив 10 секунд попавшему в полуфинал с 5-го места Карлу-Уно Олофссону из Швеции. Также был заявлен в беге на 5000 метров, но не вышел на старт.
Умер 9 марта 2014 года в Канаде.

## Личные рекорды
- Бег на 800 метров — 1.52,3 (1958)[4]
- Бег на 1500 метров — 3.51,0 (1964)[4]